# Adam Warlock
Adam Warlock is een personage uit de comics van Marvel Comics. Hij werd bedacht door Stan Lee en Jack Kirby en verscheen voor het eerst in Fantastic Four #66 in september 1967. Vervolgens wordt het personage volledig opnieuw ontworpen door Jim Starlin, waardoor hij zijn huidige uiterlijk kreeg. Het personage beleefde zijn hoogtijdagen in de jaren zeventig en negentig. Adam Warlock is bovenmenselijk sterk, snel, behendig en bestendig. Hij kan vliegen (zowel door lucht als het universum), materie en kosmische energie manipuleren en energie ook absorberen. Daarnaast is hij een expert in magie. Iedere keer dat hij gewond raakt of sterft, kan hij een cocon maken om daarin te herstellen of hieruit te verrijzen.
Adam Warlock zal doorgaan als personage in het Marvel Cinematic Universe als een van de krachtigste personages die Marvel ooit heeft geïntroduceerd.

## Biografie
Adam Warlock verschijnt voor het eerst in Fantastic Four #66 als een kunstmatig gecreëerd, perfect mens. Hij heet dan nog Him. Hij is het resultaat van een wetenschappelijk experiment van The Enclave, een organisatie die naar een autocratie streeft en hem ontwikkelt als eerste lid van wat een onoverwinnelijke krijgsmacht moet worden. Dit mislukt omdat hij direct in opstand komt tegen zijn makers. Na een aanvaring met Thor trekt hij zich terug in eenzelfde cocon als waar hij oorspronkelijk uit voortkomt.
Nadat hij wordt gevonden door de geneticus High Evolutionary, geeft die hem de naam Warlock (Marvel Premiere #1, april 1972). Schrijver Roy Thomas en tekenaar Gil Kane geven hem in dit verhaal een rood pak met een gouden bliksemflits op de borst. De High Evolutionary is op dat moment bijna klaar met de creatie van de kunstmatige planeet Counter-Earth, een Aarde zonder kwaad. Een van zijn andere creaties, de afvallige Man-Beast, werkt dit alleen tegen. Warlock overtuigt de High Evolutionary ervan om hem naar Counter-Earth te laten gaan om de bevolking te verlossen van het monster. De High Evolutionary brengt daarop de groene soul gem (later ook bekend als infinity stone) aan op Warlocks voorhoofd. Die stelt hem in staat om zielen gevangen te nemen in een dimensie binnen het juweel, genaamd Soul World. Op Counter-Earth raakt hij bevriend met vier tieners die hem de voornaam Adam geven. Nadat hij Man-Beast verslaat, verlaat hij Counter-Earth en wordt hij een kosmische superheld. Iedere keer dat Warlock sterft, verrijst hij als een nog krachtigere versie van zichzelf. Hierdoor heeft hij na verloop van tijd de soul gem niet meer nodig; alle vermogens die de steen hem gaf, bezit hij dan zelf.

### Magus
Adam Warlock komt in Strange Tales #178 (februari 1975) tegenover een intergalactische organisatie te staan die wordt geleid door Magus. Dit blijkt een verknipte toekomstige versie van hemzelf, die gek is geworden door het gebruik van de soul gem. Hij reist daarom naar een dichter nabije toekomst en steelt daar zijn eigen ziel van zijn toekomstige zelf. Daarmee voorkomt hij dat Magus überhaupt ontstaat. Hij zorgt later in zijn leven niettemin onbedoeld nog voor de creatie van verschillende andere vormen van Magus.
Tijdens een poging van The Stranger om de soul gem van hem te stelen, komt Warlock erachter dat er nóg vijf van deze stenen bestaan. Nadat Thanos ze allemaal verzamelt, werkt Warlock samen met de Avengers, Captain Marvel en Moondragon om het tegen hem op te nemen. Tijdens deze strijd verschijnt zijn jongere zelf, die zijn ziel van hem steelt. Hierdoor belandt hij zelf in Soul World. Door toedoen van Spider-Man kan Warlocks ziel de soul gem tijdelijk verlaten, verandert hij Thanos in steen en winnen zijn teamgenoten. Daarna keert hij terug naar Soul World met als doel daar te blijven.
Na Thanos' wederopstanding verzamelt hij de infinity gems opnieuw en vult hij de infinity gauntlet. Hiermee neemt hij ook Silver Surfer en Drax the Destroyer gevangen in Soul World. Silver Surfer overtuigt Warlock er hier van dat zijn hulp nodig is om Thanos nogmaals te stoppen. Hij verlaat daarom samen met de twee en de eerder gevangen Pip the Troll en Gamora Soul World en leidt de superhelden opnieuw naar een overwinning op Thanos. Warlock komt nu in bezit van de infinity gauntlet en wordt bijna-almachtig. Een wezen genaamd Living Tribunal bepaalt dat dit niet de bedoeling is. Hij draagt Warlock op om de infinity gems te verdelen. Warlock houdt de soul gem en verdeelt de anderen onder Pip, Gamora, Drax, Moondragon en een hervormde Thanos om daarmee de Infinity Watch te vormen. Zij worden er samen verantwoordelijk voor dat niemand alle infinity gems kan verzamelen in de infinity gauntlet. Na het ontbinden van Infinity Watch sluit Warlock zich aan bij de Guardians of the Galaxy.

## In andere media

### Marvel Cinematic Universe
Sinds 2017 verschijnt Adam Warlock in het Marvel Cinematic Universe, waarin hij gespeeld wordt door Will Poulter. In de film Guardians of the Galaxy Vol. 2 uit 2017, verschijnt Adam Warlock niet fysiek maar als een verwijzing van een cocon tijdens een scène in de aftiteling. In de vervolgfilm Guardians of the Galaxy Vol. 3 heeft Adam Warlock van zijn moeder Ayesha en zijn schepper de High Evolutionary de opdracht gekregen Rocket Raccoon op te sporen. Hierin faalt hij meermaals waarna hij, na de dood van zijn moeder en het verslaan van de High Evolutionary, zich aansluit tot het nieuwe team van de Guardians of the Galaxy. Adam Warlock verschijnt in de volgende films:
- Guardians of the Galaxy Vol. 2 (2017) (als verwijzing)
- Guardians of the Galaxy Vol. 3 (2023)

### Televisieseries
Hij is ook te zien in een aantal animatieseries, zoals Silver Surfer, The Super Hero Squad Show, The Avengers: Earth's Mightiest Heroes, Guardians of the Galaxy en Planet Hulk.

### Videospellen
Hij is een personage in de computerspellen Marvel Super Heroes In War of the Gems, Marvel Avengers Alliance (als Adam Warlock en als Magus, niet meer actief) en Marvel Avengers Alliance 2 (als Magus, niet meer actief).